# Las Quintanillas (Cantabria)
Las Quintanillas es una localidad del municipio de Valdeolea (Cantabria, España). La localidad está a 989 metros de altitud sobre el nivel del mar, y dista 5 kilómetros de la capital municipal, Mataporquera. En el año 2024 contaba con una población de 15 habitantes (INE).

## Paisaje y naturaleza
Es el primero de los pueblos del concejo llamado precisamente, de “Las Quintanillas”. El entorno es el mismo que en el resto de los pueblos que lo integran: praderías por la parte este del pueblo, bien contempladas desde aquí por su ubicación algo elevada y bosque de quejigos por el flanco de poniente, formando un magnífico corredor natural que es extiende también por la provincia de Palencia.

## Patrimonio histórico
Como en el vecino pueblo de La Quintana, la romanización dejó sus huellas en un hito o término augustal y en distintos lienzos o fragmentos de calzada.
La iglesia parroquial de San Vicente es de estilo barroco, del siglo XVII o XVIII. Su aparejo es de mampostería enfoscada. Consta de una nave de tres tramos abovedados, cabecera recta, sacristía y torre a los pies de dos cuerpos con juego de troneras en el superior. Más interesante es la arquitectura civil, donde encontramos casa con algunos elementos de cierta nobleza aunque en nada comparables con el palacio de los marqueses de Carriaga. Es edificio muy sólido, todo él de sillería, que consta de un volumen principal cúbico de tres pisos, al que se adosan un pórtico con estribos enmarcando la puerta principal y un ala por la parte norte, más largo y de menor altura. El interés se centra en el portentoso escudo que centra el piso alto de la fachada meridional. Se encuentra cuartelado y enmarcado por leones enfrentados, yelmo y maraña de lambrequines y angelillos. El estilo austero y solemne del palacio nos hace suponerlo obra del siglo XVII, acorde con la fecha de 1681 que encontramos en una de las ventanas del ala norte.
Desde Las Quintanillas se da inicio al Sendero de La Peña Siete Cruces (SL-S 36).
Al Concejo de Las Quintanillas pertenece el pueblo de La Cuadra.

## La Cuadra
La Cuadra es una aldea minúscula de no más de media docena de casas que se abren al valle que ocupan los pueblos del concejo de Las Quintanillas. Crece casi pegado al caserío un robledal de quejigos (Quercus pyrenaica) por la ladera oriental del monte La Falguera.

## Patrimonio histórico
El patrimonio arqueológico de La Cuadra viene a paliar la inexistencia de patrimonio monumental. Aquí se encontró un término augustal o hito terminal de época romana que marcaban la separación entre el territorio que tributaba a la ciudad de Julióbriga y los prados pertenecientes a la Legio IV, que en algún momento pudo situarse muy próxima, en las cercanías de Camesa.
Pero muy anterior todavía a este testimonio de la romanización de la zona es la existencia de dos menhires de la Edad del Bronce al otro lado del arroyo que corre paralelo a la carretera que lleva a Las Quintanillas. El primero se encuentra en el paraje de la Llaneda. Se encuentra partido el dos, seccionado longitudinalmente con la base semienterrada. El segundo, se encuentra poco más la sur, en el lugar conocido como la Puentecilla. Es un ortostato de casi cuatro metros de longitud que se encuentra totalmente tumbado el borde de una tierra de labor.
- Datos: Q5970728